# 朝日奈央のナイスフライデー
『朝日奈央のナイスフライデー』（あさひなおのナイスフライデー）は、2022年10月7日から2023年3月24日までスペシャルウィークなどの一部週を除く毎週金曜日に放送された、ニッポン放送のナイターオフ限定のラジオのトーク番組。
2023年度のナイターオフにこれのシーズン2となる『朝日奈央のあさひーりんぐ』が、2023年10月7日から2024年3月30日までNRNのラインネット番組として放送された。

## 概要
朝日奈央のナイスフライデー
タレントの朝日奈央（元アイドリング!!!）が、初めて自らの名前を冠にしたラジオの生放送番組で、朝日が普段表に出せない人情味のあるフリートークや、朝日と親交がある友人・芸能人らを招いたゲストコーナーを随時放送しながら、朝日の素顔・人間性を垣間見るという内容。
朝日奈央のあさひーりんぐ
週末土曜日に枠を移動し、休日の夜に聴いてほっと一息つけるような番組をテーマに、「ヒーリング = 癒し」をコンセプトとして送る。

## 放送時間
朝日奈央のナイスフライデー
金曜 21:30 - 21:50（ニッポン放送ローカル）
朝日奈央のあさひーりんぐ
土曜 19:00 - 19:30（ネット局：KBS京都（KBS滋賀含む）、山口放送、四国放送）
- スペシャルウィークなど特定の週は放送休止日がある。『あさひーりんぐ』はこの場合でもネット局では裏送りで放送されるケースがある。
- 『あさひーりんぐ』のネット局は、後続の『THE RAMPAGE 吉野北人のほくらじ』・『しょうちゃんとヴァジャのBAR GOTEN』とセットの形でネットしている。

## 登場したゲスト
- 2022年
  - 10月7日・28日・11月4日[注 1]:青山テルマ[4]。
  - 12月2日：能條愛未